# John Henry Paton
John Henry Paton (ur. 7 kwietnia 1843 w Galston, w hrabstwie Ayrshire w Szkocji, zm. 6 września 1922 w Almont w Stanach Zjednoczonych) – niezależny kaznodzieja chrześcijański, wczesny współpracownik Nelsona H. Barboura, a później Charlesa T. Russella. Kilkuletni współredaktor czasopism: „Herald of the Morning” oraz „Strażnica Syjońska”. Autor książek religijnych, wydawca pisma „The World's Hope” i założyciel wspólnoty wyznaniowej „The Larger Hope Association”.

## Życiorys
Urodził się w Szkocji jako jedno z szesnastu dzieci Davida Patona i Elizabeth Woodburn Paton. W wieku 4 lat rozpoczął naukę w miejscowej szkole. Jego rodzice należeli do miejscowego Kościoła zwanego „New Testament Disciples”. Matka Patona zmarła dość wcześnie w wyniku epidemii cholery i z tego powodu po pięciu latach nauki John H. Paton musiał przerwać edukację. Ojciec ożenił się powtórnie. W 1852 roku rodzina Patonów wyemigrowała do Stanów Zjednoczonych i osiedliła się w stanie Michigan, gdzie mieszkał już stryj – John Paton. Tam John Henry uzupełnił swoją edukację, pracując równocześnie na rodzinnych i okolicznych farmach.
Na początku 1858 roku zainteresował się religią, gdy uczestniczył w spotkaniach prowadzonych przez Sullivana Clarka, kaznodzieję metodystów. Wkrótce jednak przyjął naukę Jamesa Morrisona (1816–1893), założyciela Szkockiej Unii Ewangelicznej. 7 marca 1858 roku został ochrzczony w Kościele baptystycznym w Almont, choć nie podzielał wszystkich poglądów baptystów. Kościół baptystyczny opuścił w roku 1861 z powodu wykluczenia z niego przez władze kościelne pastora Wisnera, głoszącego antykalwinistyczną doktrynę.
W roku 1862 wstąpił do 22 Ochotniczego Regimentu Piechoty stanu Michigan, uczestnicząc w wojnie secesyjnej i walcząc po stronie Unii. W roku 1863 został ranny pod Nashville. Po rekonwalescencji służył w armii do końca wojny, awansując w 1865 roku do stopnia sierżanta. W trakcie służby wojskowej nie stracił zainteresowania sprawami wiary.
Po wojnie w roku 1866 poślubił w Almont Sarah Elizabeth Wilson. Para miała sześcioro dzieci. John Henry planował zostać farmerem, więc zakupił ziemię w pobliżu sąsiedniego miasta Armada. Odczuwał jednak potrzebę głoszenia Ewangelii, choć uważał, że w tym celu powinien zdobyć wyższe niż miał wykształcenie. Uczestniczył w spotkaniach religijnych lokalnych społeczności chrześcijańskich, a latem 1867 roku okazjonalnie wygłosił swoje pierwsze kazanie w zastępstwie metodystycznego kaznodziei. Przez dwie następne zimy nauczał w pobliskiej okolicy, a latem pracował na farmie. Nie należał wówczas do żadnego wyznania. W lutym 1870 roku powrócił do Kościoła baptystów w Almont, by w październiku tego samego roku formalnie zostać jego pastorem. W 1872 roku zarzucono mu: 1. zaprzeczanie nieśmiertelności duszy, 2. wiarę, że umarli pozostają w stanie nieświadomości, 3. wiarę w ostateczne zniszczenie niegodziwych, a nie ich wieczne męki, za co usunięto go z Kościoła baptystów. Zorganizował wówczas „Kościół Chrystusa” w Almont, który zjednoczył się z Michigan Advent Christ Conference i pozostawał w nim dwa lata.
W 1873 roku J.H. Paton dołączył do grupy prowadzonej przez Nelsona H. Barboura powiązanej z ruchem Adwentystów Dnia Siódmego. Niedługo po rozpoczęciu wydawania w roku 1873 przez Barboura miesięcznika „The Midnight Cry” (Krzyk o Północy) został zastępcą redaktora. Pismo wkrótce – ze względu na oczekiwany przez Barboura i Patona powrót Chrystusa – zmieniło tytuł na „Herald of the Morning” (Zwiastun Poranka). Latem 1876 roku wspólnie z Barbourem, po spotkaniu w Filadelfii, podjął współpracę z Charlesem T. Russellem. Przez kilka miesięcy uczestniczył wraz z Russellem i Barbourem w intensywnej kampanii głoszenia „powrotu Pana”. Po rozdzieleniu dróg Barboura i Russella na przełomie lat 1878 i 1879 opuścił N.H. Barboura, a związał się z C.T. Russellem, zostając przez dwa pierwsze lata jednym z redaktorów „Strażnicy Syjońskiej”.
W 1880 roku J.H. Paton napisał książkę Brzask dnia (ang. The Day Dawn), którą reklamował i autoryzował C.T. Russell, a wydał i rozprowadzał Albert D. Jones. Latem 1881 roku Paton zmienił swoje poglądy i dokonał istotnych zmian treści książki, nie zmieniając jednak jej tytułu. Odrzucił pogląd, że upadek Adama był skutkiem grzechu, a tym samym potrzebę nadejścia odkupiciela. Uważał, że Jezus był tylko niedoskonałym człowiekiem, który przez swoje życie po prostu pokazał innym, jak zwalczać swoje grzeszne skłonności. Doprowadziło to do poróżnienia i rozstania z C.T. Russellem w roku 1881, a rok później ukazało się zmienione wydanie książki. W grudniu 1890 roku na własny koszt opublikował trzecie wydanie książki „The Day Dawn”, ostatni raz próbując w znaczący sposób wpłynąć na współczesną mu teologię chrześcijańską. Publikacja przyniosła jednak straty.
Począwszy od 1882 roku wydawał niezależne czasopismo „The World's Hope” (ukazywało się przez trzy lata jako miesięcznik, a później dwa razy w miesiącu). Opublikował też trzy książki o tematyce religijnej: „The Day Dawn”, „Moses and Christ” oraz „The Perfect Day”. W 1903 roku założył „The Larger Hope Association” (pol. Stowarzyszenie Większej Nadziei), niewielkie ugrupowanie, którego został prezesem. Na niewielką skalę prowadził samodzielną działalność kaznodziejską. W roku 1915 J.H. Paton napisał swoją autobiografię, w której pominął swoje związki z N.H. Barbourem i C.T. Russellem. Zmarł w roku 1922.

## Publikacje
- The Day Dawn – trzy wydania o różnej treści (1880, 1882, 1890), łącznie 10 000 egz.
- Moses and Christ – 1888, nakład 3000 egz.
- The Perfect Day – 1892, nakład 3000 egz.